# Logoso
Logoso ist ein Dorf in der Provinz A Coruña der Autonomen Gemeinschaft Galicien in Spanien. Es liegt am verlängerten Jakobsweg, dem Camino a Fisterra, und ist administrativ von Dumbría abhängig.